# US-Invasion in Grenada
Die US-Invasion in Grenada, innerhalb des US-amerikanischen Militärs auch als Operation Urgent Fury bezeichnet, war eine militärische Intervention der USA im Karibikstaat Grenada. Sie begann am 25. Oktober 1983 und endete vier Tage später.

## Hintergrund

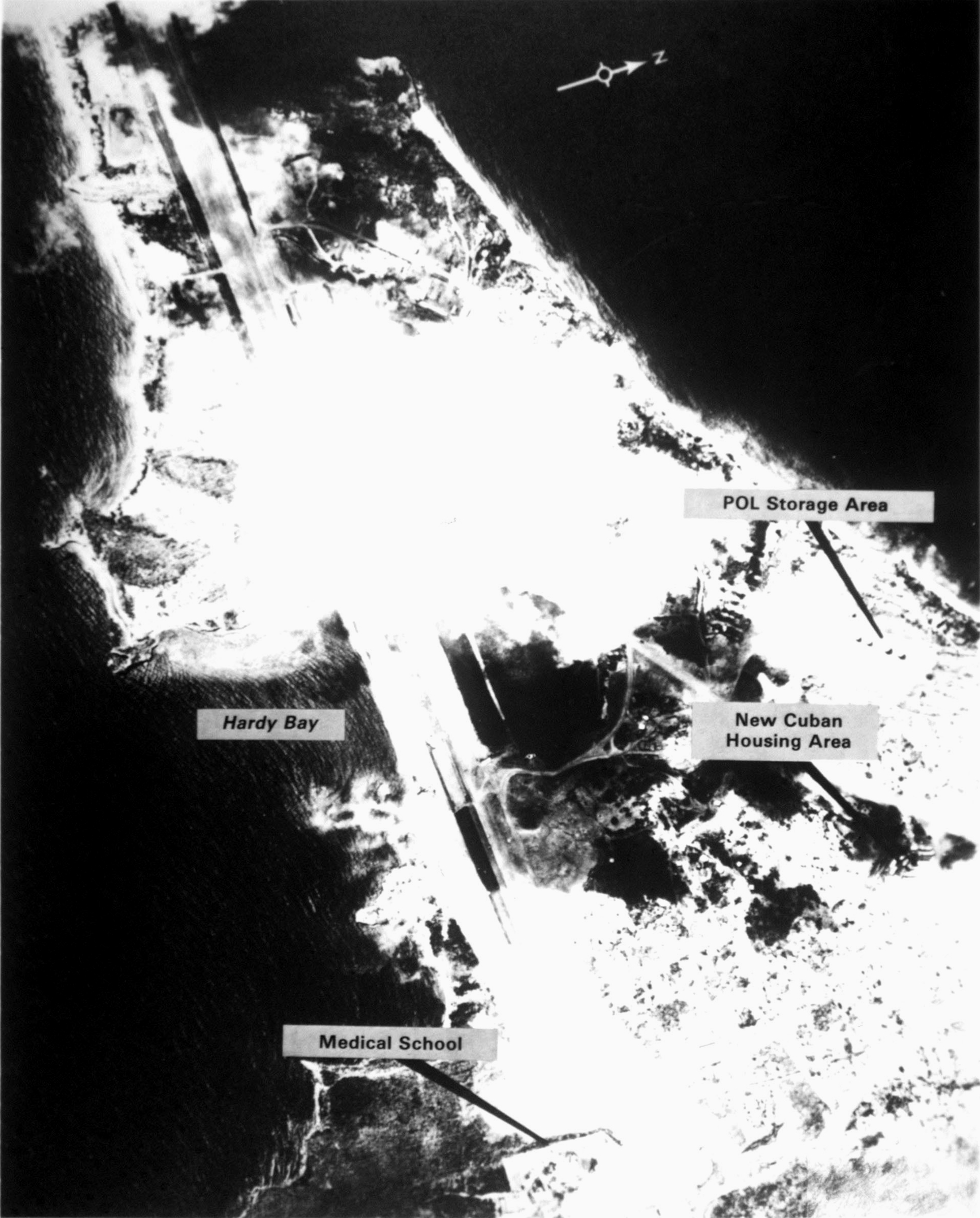
US-Satellitenbild des umstrittenen Flughafens Point Salines auf Grenada

Grenadas Regierung unter Eric Gairy wurde 1979 in einer nahezu gewaltfreien Revolution durch das New Jewel Movement (NJM) gestürzt. Das NJM unter Premierminister Maurice Bishop enteignete einige Betriebe, setzte jedoch zunächst primär auf soziale Reformen wie die Einführung eines kostenlosen Gesundheitssystems, den Bau neuer Schulen und Ähnliches. Die Weltbank gab 1980 eine sehr wohlwollende Einschätzung, in der sie die gesunde Finanzpolitik Grenadas lobte, und pries zwei Jahre später die erfolgreiche, auf die kritischen Entwicklungsgebiete konzentrierte Vorgehensweise der Regierung. Die Vereinigten Staaten wahrten eine distanzierte Haltung zur neuen Regierung.
Im Sommer 1979 entdeckten die Behörden Grenadas Abhörgeräte in ihrer Vertretung bei den Vereinten Nationen. Vertreter der US-Regierung verbreiteten in US-Reisebüros Gerüchte, um der Touristikindustrie Grenadas, einer der wichtigsten Einnahmequellen des Landes, zu schaden. Die Vereinigten Staaten veranlassten den Internationalen Währungsfonds (IWF) und andere internationale Kreditinstitutionen, Grenada Kredite vorzuenthalten. Die CIA entwickelte im Sommer 1981 Pläne zur Störung der Ökonomie Grenadas mit dem Ziel, die politische Kontrolle des Premierministers Bishop zu unterminieren. Die Pläne wurden jedoch aufgrund von Einwänden des US-Senats fallengelassen. Die US-Regierung betrachtete Grenada als Verbündeten der Sowjetunion und Kubas, obwohl Bishop sich trotz der Unterstützung dieser beiden Länder als blockfrei darzustellen versuchte. Es wurden Berichte über den Bau einer sowjetischen U-Boot-Basis im Süden Grenadas veröffentlicht, bis 1983 ein Korrespondent der Washington Post besagten Ort aufsuchte und laut dessen Bericht die Errichtung einer U-Boot-Basis aufgrund des flachen Wassers nicht möglich sei.
Im Februar 1983 lancierte ein Sprecher des US-Verteidigungsministeriums Berichte über sowjetische Waffenlieferungen, unter anderem sollten Kampfhubschrauber, Tragflächen-Torpedoboote und MiG-Kampfflugzeuge an Grenada geliefert worden sein. Beweise für diese Behauptungen konnten nicht vorgelegt werden, und auch später wurden keine dieser Waffen je aufgefunden. Die grenadische Armee verfügte jedoch über andere sowjetische Waffensysteme wie gepanzerte Truppentransporter vom Typ BTR-60 und amphibische Fahrzeuge vom Typ BRDM-2 sowie über Flugabwehrkanonen.
Viel Aufmerksamkeit erregte die Nachricht, dass der im Bau befindliche Flughafen Point Salines auf Grenada zu einem Militärstützpunkt Kubas und der Sowjetunion ausgebaut werden solle. Ronald Reagan argumentierte im März 1983 in einer Fernsehansprache, dass die Größe des Flughafens unvereinbar mit der nicht vorhandenen Luftwaffe Grenadas sei und somit nur für kubanisches und sowjetisches Militär gedacht sein könne. Grenada wies die US-amerikanischen Anschuldigungen zurück und versuchte, die geplante zivile Nutzung mittels einer Liste von fehlenden, üblicherweise für Militärstützpunkte vorhandenen, Einrichtungen zu beweisen. Mehr als 20 Länder hatten Geld in den Bau des Flughafens investiert, darunter Kanada, Mexiko, Venezuela und europäische Staaten. Der Flughafen wurde nach der Invasion zu einem Militärflugplatz ausgebaut, jedoch nicht als solcher genutzt.

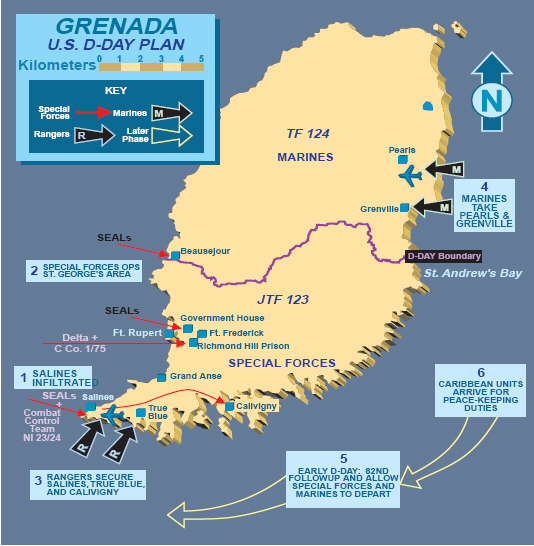
Grafik zur geplanten US-Operation Urgent Fury

Als Premierminister Bishop in den Vereinigten Staaten die Bedenken zerstreuen wollte, wurde er nach seiner Rückkehr von innerparteilichen Konkurrenten um Bernard Coard am 12. Oktober 1983 durch Einheiten des Military Revolutionary Council (MRC) entmachtet, am 19. Oktober 1983 abgesetzt und exekutiert. Diese neue Führung des NJM mit Hudson Austin kündigte nun die Errichtung einer Militärdiktatur an. Der Generalgouverneur von Grenada, Paul Scoon, der als Vertreter von Königin Elisabeth II. die Funktion des Staatsoberhauptes von Grenada ausübte, bat die USA daraufhin um eine Intervention. Am 21. Oktober 1983 baten auch die sechs Mitgliedsstaaten der Organisation Ostkaribischer Staaten (OECS) sowie Barbados und Jamaika um eine Intervention der Vereinigten Staaten. Diese hatten zu diesem Zeitpunkt bereits beschlossen, militärisch einzugreifen. Als Gründe hierfür wurden die instabile Lage in Grenada sowie die Gefährdung von US-Bürgern im Land genannt. Die Anfrage der Mitgliedsstaaten der OECS geschah somit vermutlich auf direkte Einladung der US-Regierung. Später wurde bekannt, dass die Premierministerin von Dominica, Mary Eugenia Charles, die die OECS leitete, verdeckte CIA-Gelder für eine „geheime Operation“ erhalten hatte. Am 25. Oktober 1983 begann schließlich die Invasion der Vereinigten Staaten, an der sich die OECS-Staaten beteiligten.

## Verlauf der Invasion

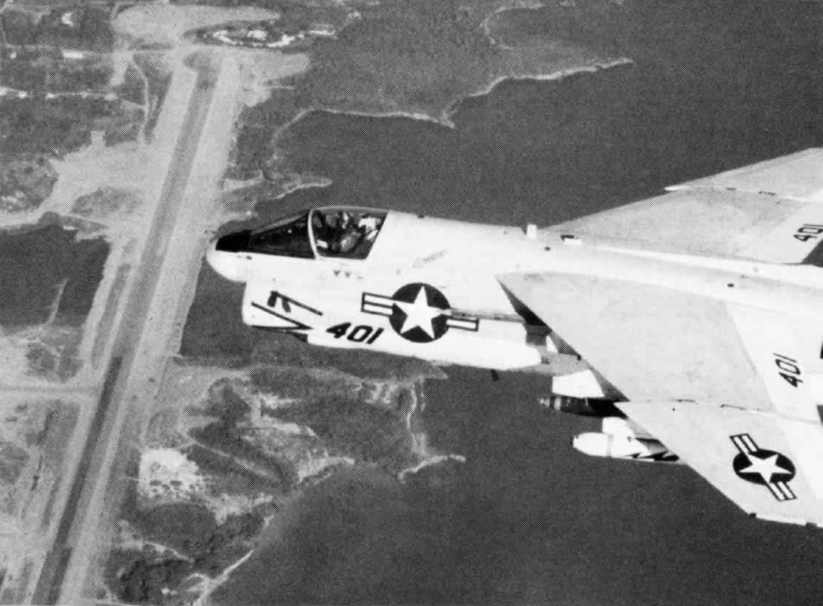
A-7E der Independence über Point Salines

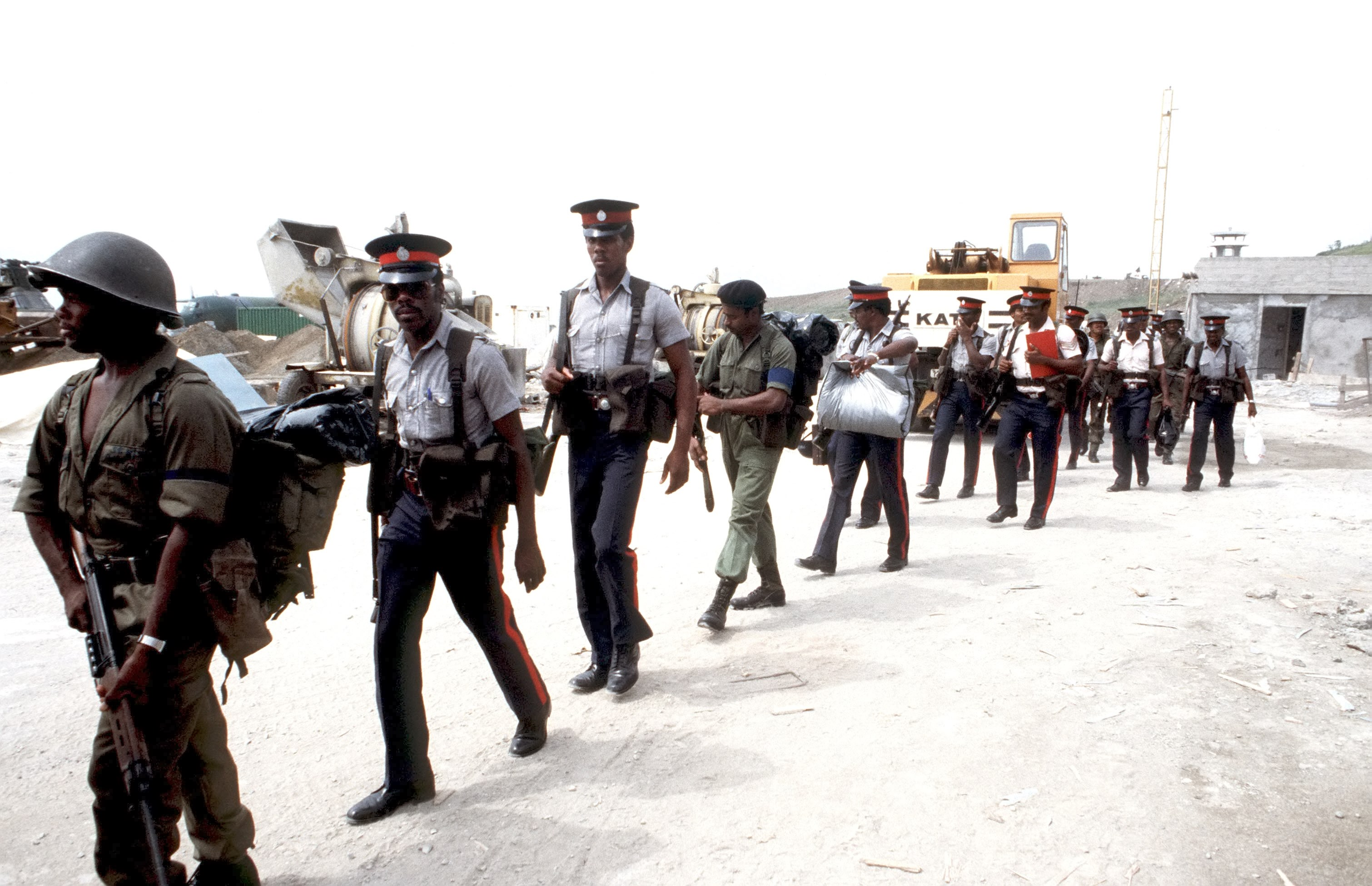
Soldaten der Ostkaribischen Staatengemeinschaft OECS während der Invasion

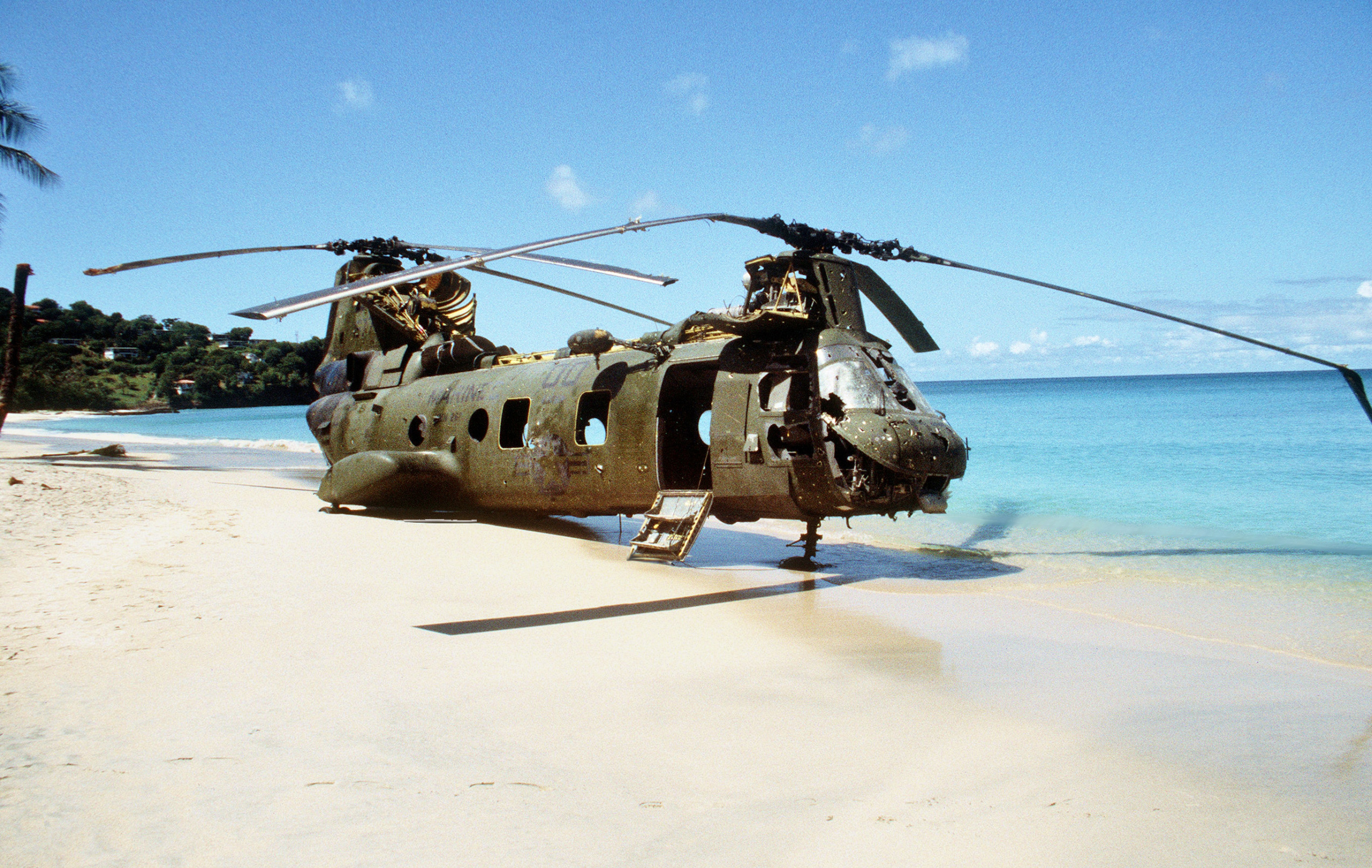
Durch Abwehrfeuer beschädigter CH-46-Helikopter

Der Erfolg der Invasion stand nie in Frage, da die US-Armee insgesamt eine massive Überlegenheit an militärischem Material besaß.
Am 25. Oktober 1983 landeten US-Truppen und Truppen weiterer beteiligter Staaten aus der Region auf Grenada. Da Grenada dem Commonwealth of Nations angehörte, stieß das Vorgehen auf heftigen Widerstand der britischen Regierung. Premierministerin Margaret Thatcher war entsetzt über die Invasion in ein Land des Commonwealth. Ronald Reagan antwortete zunächst, eine Invasion stünde nicht bevor. Später (1990) gab er an, dass er sie diesbezüglich belogen habe:

Grenada was part of the British Commonwealth, and the United States had no business interfering in its affairs.

„Grenada war Teil des britischen Commonwealth, und die Vereinigten Staaten hatten sich nicht in dessen Angelegenheiten einzumischen.“

Da Reagan ihr kurz vorher noch versichert hatte, eine solche Invasion würde nicht stattfinden, war das Vertrauen Thatchers zu Reagan zunächst gestört. Nach der Invasion schrieb Thatcher an Reagan, dass diese Invasion als Einmischung in die inneren Angelegenheiten einer kleinen unabhängigen Nation angesehen würde, wie unbeliebt das Regime auch gewesen sei. Im Kontext der Ost-West-Beziehungen bat sie Reagan, dies zu überdenken:

This action will be seen as intervention by a western country in the internal affairs of a small independent nation, however unattractive its regime. I ask you to consider this in the context of our wider East-West relations and of the fact that we will be having in the next few days to present to our Parliament and people the siting of cruise missiles in this country. I cannot conceal that I am deeply disturbed by your latest communication.

„Diese Aktion wird als Einmischung eines westlichen Landes in die inneren Angelegenheiten einer kleinen, unabhängigen Nation angesehen werden, egal wie unbeliebt ihr Regime auch sein mag. Ich bitte Sie, dies im Zusammenhang der allgemeinen Ost-West-Beziehungen und der Tatsache zu bedenken, dass wir in den nächsten Tagen in unseren Parlamenten die Standortwahl für Marschflugkörper in diesem Land präsentieren werden. Ich kann nicht verhehlen, dass ich tief beunruhigt von Ihrer jüngsten Mitteilung bin.“

In Grenada war die Bevölkerung ob des Umsturzes und der Exekution Maurice Bishops aufgebracht. Die Regierung unter dem ehemaligen Verteidigungsminister Hudson Austin war nicht populär. Angst herrschte wegen der durch den Staatsstreich ausgelösten Gewalt. Von der Mehrheit der Bevölkerung wurden die US-geführten Truppen daher als Befreier gesehen. Deshalb sprach sich auch die Conference of Churches Grenada (CCG), der Zusammenschluss der katholischen, anglikanischen, methodistischen, baptistischen und presbyterianischen Kirchen in Grenada, einmütig dafür aus.
Die Kämpfe dauerten einige Tage. 7000 US-amerikanische Soldaten, unterstützt von 300 Soldaten der Caribbean Peacekeeping Force (CPF) aus Antigua, Barbados, Dominica, Jamaika, Saint Lucia und Saint Vincent waren gelandet. Sie trafen auf Soldaten und Berater aus verschiedenen Ländern: Neben 1200 Grenadern waren dies 784 Kubaner (davon waren 636 Bauarbeiter und 43 offizielle Militärs), 49 Sowjetbürger, 24 Nordkoreaner, 16 DDR-Bürger, 14 Bulgaren und 3 oder 4 Libyer. 19 US-Soldaten fielen während der Kampfhandlungen und 109 wurden verwundet. Die Zahl der Opfer auf grenadischer Seite wird mit 45 gefallenen Landsleuten und 25 getöteten Kubanern, die Zahl der Verwundeten insgesamt mit mehr als 400 angegeben.
Mitte Dezember zogen die Vereinigten Staaten ihre Truppen ab, nachdem der ursprüngliche, von Königin Elisabeth II. zum Generalgouverneur von Grenada ernannte Paul Scoon sein Amt wieder eingenommen und Nicholas Brathwaite bis zu den nächsten Wahlen als Regierungsoberhaupt eingesetzt hatte. Diese Neuwahlen fanden im darauffolgenden Jahr statt.

## Beteiligte US-Truppen und -Schiffe

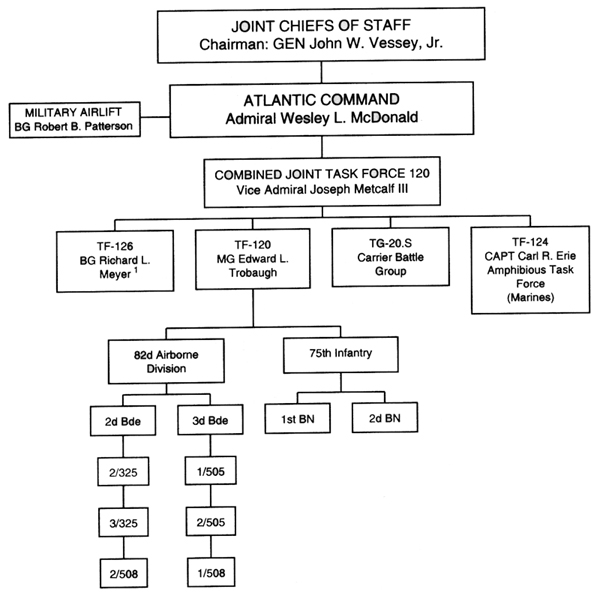
Struktur der CJTF-120

Die US-Einheiten unter dem Kommando des Atlantic Command formierten sich zu einer Combined Joint Task Force (CJTF) 120, die aus vier einzelnen Task Forces und einer Task Group bestanden:
- Task Force 121, mit zwei Brigaden der 82. US-Luftlandedivision,
- Joint Task Force 123, auch als JSOC/Rangers Task Force bekannt. Zu ihr gehörten US Joint Special Operations Command (JSOC)-Teams (einschließlich des SEAL Team SIX und der Delta Force) und ein Bataillon des 160th Special Operations Aviation Regiment (Airborne) aus Fort Campbell, Kentucky, sowie zwei Army Ranger-Bataillone.
- Task Force 124 war ein amphibischer Einsatzverband (Amphibious Squadron Four) mit der USS Guam, USS Barnstable County, USS Manitowoc, USS Fort Snelling, USS Trenton und der 22nd Marine Amphibious Unit des US Marine Corps.
- Task Group 20.5, auch als Independence Task Group bekannt: Independence, Richmond K. Turner, Coontz, Caron, Moosebrugger, Clifton Sprague, Suribachi, Silversides.
- an der Operation beteiligte Schiffe: Aquila, Aubrey Fitch, Briscoe, Portsmouth, Recovery, Saipan, Sampson, Samuel Eliot Morison, Taurus.
- Task Force 126, ein Luftaufklärungsverband mit acht F-15 Eagle Kampfflugzeugen der 33. Tactical Fighter Wing und vier Boeing E-3A Sentry Luftraumaufklärungsflugzeugen der 552. Airborne Warning and Control Wing. Der Verband sollte vorrangig mögliche kubanische Luft- und Schiffsbewegungen aufklären. Der Verband war zwar Teil des Joint Task Force 120 aber unterstand direkt dem Atlantic Command.

Während der Invasion beschattete vor der Küste der Bermuda-Inseln das sowjetische Atom-U-Boot K-324 die US-Fregatte USS McCloy. Das Kabel des Schleppsonars der Fregatte geriet in die Schraube des U-Bootes, das daraufhin auftauchen musste und von einem sowjetischen Schiff nach Kuba geschleppt wurde.

## Völkerrechtliche Beurteilung
Die Intervention fand ohne UN-Mandat statt. Die USA beriefen sich auf Paul Scoon, der als Vertreter von Königin Elisabeth II. die Funktion des Staatsoberhauptes von Grenada ausübte und die USA um eine Intervention gebeten hatte. Die völkerrechtliche Legitimität der Intervention war aber stark umstritten. Der Sicherheitsrat der Vereinten Nationen stimmte am 28. Oktober 1983 mit großer Mehrheit für eine Resolution, in der die US-Invasion als eine schwere Verletzung internationalen Rechts bezeichnet und das schwere Bedauern der UN ausgedrückt wurde. Die Vereinigten Staaten legten sofort ihr Veto gegen diese Resolution ein. Ronald Reagans Antwort auf die Resolution lautete:

One hundred nations in the UN have not agreed with us on just about everything that’s come before them where we’re involved, and it didn’t upset my breakfast at all.

„Einhundert Nationen in der UN waren mit so ziemlich allem nicht einverstanden, was ihnen da, wo wir beteiligt waren, widerfuhr, und es hat mein Frühstück in keiner Weise gestört.“

Die Reagan-Regierung gab ausgewählte Dokumente, die den Besatzern 1983 in die Hände gefallen waren, zur Veröffentlichung frei. Sie sollten eine Verschwörung des Kommunismus gegen die „freie Welt“ belegen und dass Grenada 1983 auf dem Weg in eine Diktatur gewesen sei.

## Mediale Rezeption
Das US-Militär hatte ein Interesse, Berichterstattungen über die Militäroperation zu unterbinden. Es wurde versucht, Auslandskorrespondenten die Reise nach Grenada zu erschweren. Einer kleinen Gruppe von Journalisten, darunter Bernard Diederich von AP, gelang es, in einem Boot auf die Insel zu kommen.
Die Invasion ist Thema in Clint Eastwoods Film Heartbreak Ridge über das United States Marine Corps. Der Schriftsteller Wolfgang Schreyer verarbeitete die Ereignisse und deren Vorgeschichte in seinem Roman Der Mann auf den Klippen (1987).
Eine sehr freie Spielfilmverarbeitung erfolgte in der von George Harrison produzierten Komödie Wasser – Der Film mit Michael Caine in der männlichen Hauptrolle.

## Weblinks

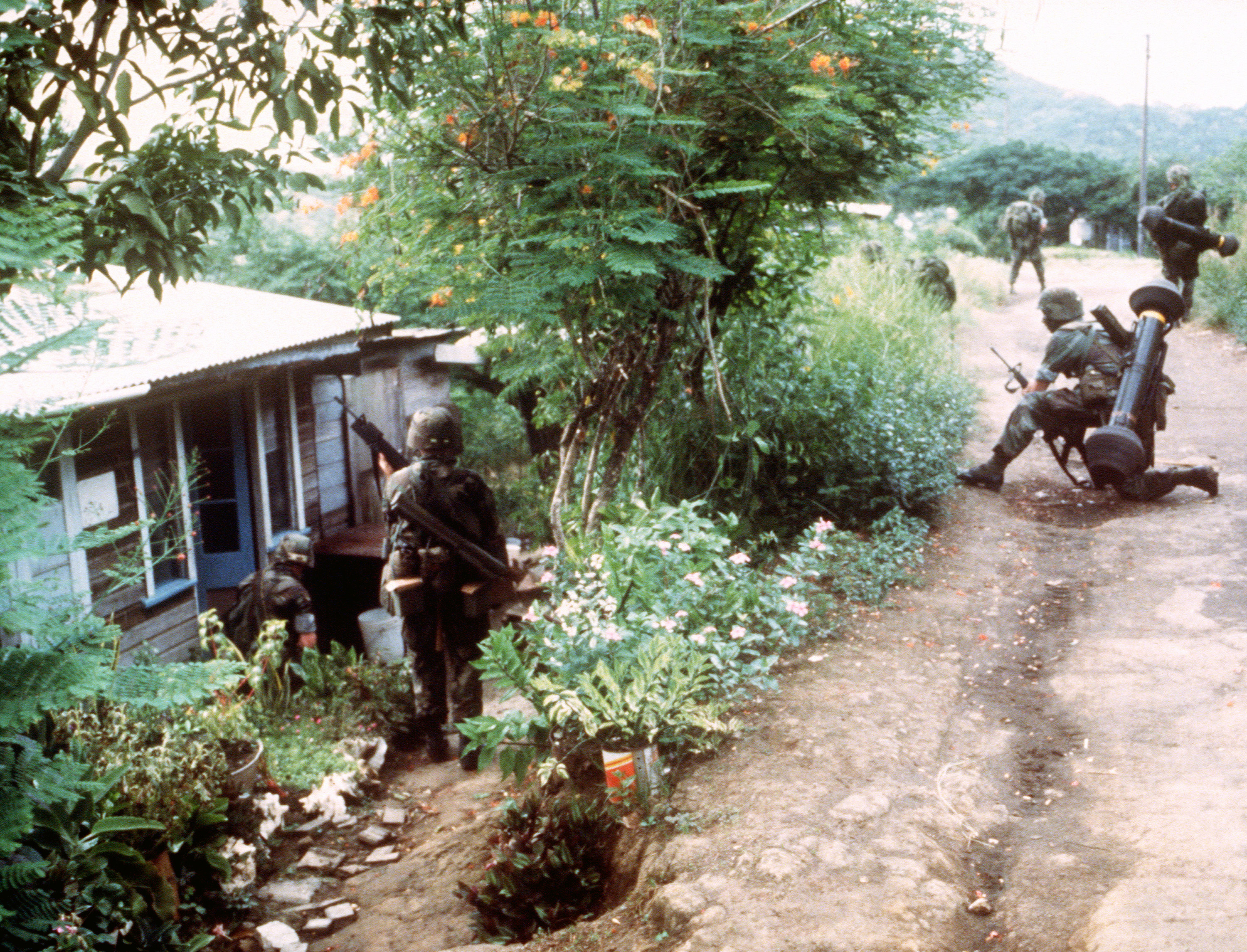
Soldaten der 82. US-Luftlandedivision auf Grenada 1983